# Olimpiadi degli scacchi del 2002
Le Olimpiadi degli scacchi del 2002 furono la 35ª edizione della competizione organizzata dalla FIDE. Si tennero a Bled, in Slovenia, dal 25 ottobre all'11 novembre. Comprendevano un torneo open e uno femminile, entrambi giocati con il sistema svizzero su 14 turni.

## Torneo open
135 squadre di al più sei giocatori (quattro titolari e due riserve) parteciparono al torneo open, per un totale di 802 giocatori, più della metà dei quali in possesso di un titolo FIDE.
Dopo che Cuba fu prima nei turni iniziali, la Russia prese la testa della classifica al sesto turno battendo la Bosnia ed Erzegovina per 3,5-1,5, con un punto e mezzo di vantaggio sulla Romania, seconda, L'Ungheria guadagnò la seconda posizione all'ottavo turno, battendo i russi 2,5-1,5 al nono e portandosi a solo mezzo punto di distanza. Due vittorie contro la Cina (che si era sollevata fino al terzo posto) e contro la Germania riportando la Russia a due punti di vantaggio, che mantennero fino al penultimo turno, vincendo il torneo davanti all'Ungheria. Il terzo posto fu invece combattuto tra i cinesi, la Georgia e l'Armenia, e fu infine conquistato da quest'ultima con una vittoria per 3-1 sui georgiani all'ultimo turno.

### Risultati a squadre
| Pos. | Squadra     | Giocatori | Elo  | Punti |
| ---- | ----------- | --- | ---- | ----- |
|      | Russia      | Garri Kasparov, Aleksandr Griščuk, Aleksandr Chalifman, Aleksandr Morozevič, Pëtr Svidler, Sergej Rublëvskij      | 2734 | 38,5  |
|      | Ungheria    | Péter Lékó, Judit Polgár, Zoltán Almási, Zoltán Gyimesi, Róbert Ruck, Péter Acs                                   | 2674 | 37,5  |
|      | Armenia     | Vladimir Hakobyan, Smbat Lpowtyan, Karen Asryan, Gabriel Sargsyan, Artašes Minasyan, Ašot Anastasyan              | 2620 | 35    |
| 4    | Georgia     | Zurab Azmaiparashvili, Zurab Sturua, Mikheil Mchedlishvili, Baadur Jobava, MI Zviad Izoria, MI Merab Gagunashvili | 2648 | 33,5  |
| 5    | Cina        | Ye Jiangchuan, Xu Jun, Zhang Zhong, Bu Xiangzhi, MF Ni Hua, Zhang Pengxiang                                       | 2633 | 33,5  |
| 6    | Paesi Bassi | Loek Van Wely, Ivan Sokolov, Sergej Tivjakov, Erik Van den Doel, Friso Nijboer, MI Sipke Ernst                    | 2648 | 33,5  |
| 7    | Inghilterra | Michael Adams, Nigel Short, Jonathan Speelman, Luke McShane, Stuart Conquest, John Emms                           | 2640 | 33,5  |
| 8    | Slovacchia  | Sergey Movsesyan, Ľubomír Ftáčnik, Gennadij Timoščenko, MI Ján Markoš, MI Mikuláš Maník, Ján Plachetka            | 2561 | 33    |
| 9    | Israele     | Boris Gelfand, I'jia Smiryn, Emil Sutovskij, Lev Psachis, Boris Avrukh, Alexander Huzman                          | 2660 | 33    |
| 10   | Jugoslavia  | Ljubomir Ljubojević, Branko Damljanović, Ivan Ivanišević, Aleksandar Kovačević, Zlatko Ilinčić, Dejan Pikula      | 2548 | 33    |

### Risultati individuali

#### Miglior prestazione Elo
|  | Giocatore              | Nazione | Scacchiera | Punti | Partite | Elo iniziale | Prestazione |
|  | ---------------------- | ------- | ---------- | ----- | ------- | ------------ | ----------- |
|  | GM Garri Kasparov      | Russia  | 1          | 7,5   | 9       | 2838         | 2933        |
|  | GM Vladimir Hakobyan   | Armenia | 1          | 8     | 11      | 2689         | 2827        |
|  | GM Aleksandr Chalifman | Russia  | 3          | 7     | 9       | 2690         | 2797        |

#### Prima scacchiera
|  | Giocatore              | Nazione     | Elo  | Punti | Partite | Percentuale |
|  | ---------------------- | ----------- | ---- | ----- | ------- | ----------- |
|  | MI Robert Gwaze        | Zimbabwe    | 2280 | 9     | 9       | 100         |
|  | GM Alberto David       | Lussemburgo | 2511 | 11    | 13      | 84,6        |
|  | GM Mohamad Al-Modiakhi | Qatar       | 2550 | 10    | 12      | 83,3        |

#### Seconda scacchiera
|  | Giocatore                | Nazione     | Elo  | Punti | Partite | Percentuale |
|  | ------------------------ | ----------- | ---- | ----- | ------- | ----------- |
|  | Jean-Philippe Gentilleau | Monaco      | 2224 | 7     | 9       | 77,8        |
|  | GM Yasser Seirawan       | Stati Uniti | 2629 | 6,5   | 9       | 72,2        |
|  | GM Judit Polgár          | Ungheria    | 2685 | 8,5   | 12      | 70,8        |

#### Terza scacchiera
|  | Giocatore                | Nazione   | Elo  | Punti | Partite | Percentuale |
|  | ------------------------ | --------- | ---- | ----- | ------- | ----------- |
|  | MI Cerdas Barus          | Indonesia | 2479 | 8,5   | 10      | 85          |
|  | GM Aleksandr Chalifman   | Russia    | 2690 | 7     | 9       | 77,8        |
|  | GM Alfonso Romero Holmes | Spagna    | 2524 | 7,5   | 10      | 75          |

#### Quarta scacchiera
|  | Giocatore           | Nazione   | Elo   | Punti | Partite | Percentuale |
|  | ------------------- | --------- | ----- | ----- | ------- | ----------- |
|  | Maher Ayyad         | Brunei    | [ 9 ] | 8     | 10      | 80          |
|  | MF Suat Soylu       | Turchia   | 2365  | 7     | 9       | 77,8        |
|  | MI Tapani Sammalvuo | Finlandia | 2437  | 6,5   | 9       | 72,2        |

#### Quinta scacchiera (prima riserva)
|  | Giocatore       | Nazione             | Elo   | Punti | Partite | Percentuale |
|  | --------------- | ------------------- | ----- | ----- | ------- | ----------- |
|  | MF Jassim Saleh | Emirati Arabi Uniti | 2240  | 6,5   | 7       | 92,9        |
|  | Singh Ravishen  | Trinidad e Tobago   | [ 9 ] | 7     | 8       | 87,5        |
|  | Abobker Elarbi  | Libia               | [ 9 ] | 7     | 8       | 87,5        |

#### Sesta scacchiera (seconda riserva)
|                   | Giocatore       | Nazione  | Elo  | Punti | Partite | Percentuale |
| ----------------- | --------------- | -------- | ---- | ----- | ------- | ----------- |
|                   | Sam Collins     | Irlanda  | 2372 | 7,5   | 8       | 93,8        |
|                   | Zulzaga Byambaa | Mongolia | 2200 | 6,5   | 7       | 92,9        |
| Wossenyelew Hailu | Etiopia         | 2279     |      | 6,5   | 7       | 92,9        |

## Torneo femminile
Al torneo femminile parteciparono 90 squadre, di cui tre slovene, composte da al più quattro giocatrici (tre titolari ed una riserva), per un totale di 364 giocatrici.
Nei primi turni la testa della classifica fu tenuta dalla Georgia, che arrivò ad avere anche due punti di vantaggio sulla seconda classificata. Il secondo posto fu conteso dagli Stati Uniti e dalla Cina. All'undicesimo turno le georgiane persero 0,5-2,5 con la Polonia, perdendo anche nei due turni successivi con Vietnam e Bulgaria, scivolando al terzo posto superate dalle cinesi e dalla Russia, con le prime in vantaggio di mezzo punto prima dell'ultimo turno. Entrambe le squadre vinsero per 2,5-0,5, consentendo alle cinesi di vincere l'oro, mentre la Georgia, subendo un'altra sconfitta, scivolò al quarto posto, superata dalla Polonia.

### Risultati a squadre
| Pos. | Squadra     | Giocatrici                                                                                          | Elo  | Punti |
| ---- | ----------- | --------------------------------------------------------------------------------------------------- | ---- | ----- |
|      | Cina        | GM Zhu Chen, GMF Xu Yuhua, GMF Wang Pin, GMF Zhao Xue                                               | 2485 | 29,5  |
|      | Russia      | GMF Ekaterina Kovalevskaja, GMF Svetlana Matveeva, GMF Aleksandra Kostenjuk, GMF Tat'jana Kosinceva | 2480 | 28,5  |
|      | Polonia     | GMF Iweta Radziewicz, GMF Joanna Dworakowska, GMF Monika Soćko, MIF Beata Kądziołka                 | 2388 | 28    |
| 4    | Georgia     | GM Maia Chiburdanidze, MI Nana Ioseliani, GMF Nino Khurtsidze, MI Ketevan Arakhamia-Grant           | 2481 | 27,5  |
| 5    | Ungheria    | GMF Szidónia Vajda, GMF Yelena Dembo, GMF Nikoletta Lakos, GMF Anita Gara                           | 2363 | 25,5  |
| 6    | Ucraina     | GMF Natalja Žukova, GMF Tetjana Vasilevyč, GMF Hanna Zatons'kych, GMF Inna Haponenko                | 2424 | 25,5  |
| 7    | Jugoslavia  | GMF Nataša Bojković, GMF Svetlana Prudnikova, GMF Irina Čeluškina, MIF Ana Benderac                 | 2403 | 25,5  |
| 8    | Azerbaigian | GMF Firuza Velikhanli, MIF Meihriban Shukurova, MIF Zeynəb Məmmədyarova, Türkan Məmmədyarova        | 2269 | 25,5  |
| 9    | Stati Uniti | MIF Irina Krush, MIF Camilla Baginskaite, MIF Jennifer Shahade, GMF Elena Akhmilovskaya             | 2381 | 25    |
| 10   | Rep. Ceca   | GMF Jana Jacková, GMF Petra Krupková, MIF Olga Sikorova, GMF Lenka Ptáčníková                       | 2316 | 25    |

### Risultati individuali

#### Miglior prestazione Elo
|  | Giocatore              | Nazione | Scacchiera | Punti | Partite | Elo iniziale | Prestazione |
|  | ---------------------- | ------- | ---------- | ----- | ------- | ------------ | ----------- |
|  | GMF Zhao Xue           | Cina    | 4          | 11    | 12      | 2367         | 2707        |
|  | GMF Tat'jana Kosinceva | Russia  | 4          | 11    | 12      | 2427         | 2661        |
|  | GMF Hoang Thanh Trang  | Vietnam | 1          | 8,5   | 11      | 2420         | 2598        |

#### Prima scacchiera
|  | Giocatrice                   | Nazione | Elo  | Punti | Partite | Percentuale |
|  | ---------------------------- | ------- | ---- | ----- | ------- | ----------- |
|  | GMF Hoang Thanh Trang        | Vietnam | 2420 | 8,5   | 11      | 77,3        |
|  | GMF Subbaraman Vijayalakshmi | India   | 2394 | 9,5   | 13      | 73,1        |
|  | GM Maia Chiburdanidze        | Georgia | 2497 | 8     | 11      | 72,7        |

#### Seconda scacchiera
|  | Giocatrice              | Nazione    | Elo  | Punti | Partite | Percentuale |
|  | ----------------------- | ---------- | ---- | ----- | ------- | ----------- |
|  | GMF Svetlana Prudnikova | Jugoslavia | 2407 | 9,5   | 13      | 73,1        |
|  | MIF Leili Pianrnpuu     | Estonia    | 2230 | 9,5   | 13      | 73,1        |
|  | GMF Svetlana Maleeva    | Russia     | 2465 | 8     | 11      | 72,7        |

#### Terza scacchiera
|  | Giocatrice               | Nazione     | Elo  | Punti | Partite | Percentuale |
|  | ------------------------ | ----------- | ---- | ----- | ------- | ----------- |
|  | GMF Monica Soćko         | Polonia     | 2354 | 10,5  | 13      | 80,8        |
|  | MIF Zeynəb Məmmədyarova  | Azerbaigian | 2259 | 10    | 13      | 76,9        |
|  | MFF Patricia Llánez Vega | Spagna      | 2312 | 9     | 12      | 75          |

#### Quarta scacchiera (riserva)
|  | Giocatrice             | Nazione     | Elo  | Punti | Partite | Percentuale |
|  | ---------------------- | ----------- | ---- | ----- | ------- | ----------- |
|  | GMF Zhao Xue           | Cina        | 2367 | 11    | 12      | 91,7        |
|  | GMF Tat'jana Kosinceva | Russia      | 2427 | 11    | 12      | 91,7        |
|  | MIF Olga Kim-Sabirova  | Azerbaigian | 2206 | 6,5   | 8       | 81,3        |

## Titolo assoluto
Il trofeo Nona Gaprindashvili viene assegnato alla nazione con la miglior media di piazzamento tra il torneo open ed il torneo femminile.
| Pos. | Nazione    | Torneo open | Torneo femminile | Media |
| ---- | ---------- | ----------- | ---------------- | ----- |
|      | Russia     | 1           | 2                | 1,5   |
|      | Cina       | 5           | 1                | 3     |
|      | Ungheria   | 2           | 5                | 3,5   |
| 4    | Georgia    | 4           | 4                | 4     |
| 5    | Polonia    | 13          | 3                | 8     |
| 6    | Jugoslavia | 10          | 7                | 8,5   |

## Partecipanti
Parteciparono ad entrambi i tornei:
- Associazione Internazionale scacchi alla cieca
- Associazione Internazionale scacchi silenziosi
- Associazione Internazionale scacchi per disabili fisici
- Albania
- Algeria
- Angola
- Argentina
- Armenia
- Australia
- Austria
- Azerbaigian
- Bangladesh
- Barbados
- Bosnia ed Erzegovina
- Bielorussia
- Botswana
- Brasile
- Brunei
- Bulgaria
- Canada
- Cile
- Cina
- Colombia
- Costa Rica
- Croazia
- Cuba
- Danimarca
- Ecuador
- Estonia
- Filippine
- Finlandia
- Francia
- Galles
- Georgia
- Germania
- Giamaica
- Giappone
- Grecia
- India
- Inghilterra
- Iran
- Irlanda
- Iraq
- Islanda
- Israele
- Italia
- Jugoslavia
- Kazakistan
- Kirghizistan
- Libano
- Lituania
- Lussemburgo
- Malaysia
- Moldavia
- Messico
- Mongolia
- Macedonia
- Paesi Bassi
- Nigeria
- Norvegia
- Nuova Zelanda
- Perù
- Polonia
- Rep. Ceca
- Rep. Dominicana
- Romania
- Russia
- Scozia
- Singapore
- Slovenia
- Slovacchia
- Spagna
- Sri Lanka
- Sudafrica
- Stati Uniti
- Svezia
- Svizzera
- Turkmenistan
- Turchia
- Ucraina
- Ungheria
- Uzbekistan
- Venezuela
- Vietnam
- Yemen
- Zambia
- Zimbabwe

Parteciparono al solo torneo open:
- Afghanistan
- Antille Olandesi
- Andorra
- Aruba
- Belgio
- Bermuda
- Bolivia
- Brunei
- Cipro
- Egitto
- Emirati Arabi Uniti
- Etiopia
- Guernsey
- Hong Kong
- Honduras
- Indonesia
- Fær Øer
- Isole Vergini Americane
- Isole Vergini Britanniche
- Jersey
- Kenya
- Lettonia
- Libia
- Liechtenstein
- Macao
- Malta
- Monaco
- Mauritius
- Namibia
- Nicaragua
- Panama
- Paraguay
- Palestina
- Papua Nuova Guinea
- Portogallo
- Qatar
- Ruanda
- San Marino
- Somalia
- Suriname
- Thailandia
- Tagikistan
- Trinidad e Tobago
- Tunisia
- Uganda
- Uruguay